# Ébroïn (évêque de Poitiers)
Pour les articles homonymes, voir Ébroïn.
Ébroïn († 18 avril 854) est évêque de Poitiers de 839 à 854, et archichapelain du roi Charles le Chauve.

## Biographie
Il est attesté dès 831 comme responsable de la chancellerie de Louis le Pieux, dans un diplôme rédigé aux deux noms de l'empereur et de son fils le roi Pépin Ier d'Aquitaine, expédié d'Aix-la-Chapelle en faveur de l'abbaye de Cormery ; le diacre Suabodus signe « à la place » (in vice) d'Ébroïn (formule canonique).
Il devient évêque pendant une période troublée de l'histoire de Poitiers. En effet, un an avant sa nomination, le roi Pépin Ier d'Aquitaine meurt, et son père l'empereur Louis le Pieux confie le royaume d'Aquitaine à son dernier fils, le futur Charles le Chauve. Le comte de Poitiers est alors Émenon et soutient les droits de Pépin II, le fils de Pépin Ier. Louis le Pieux marche alors sur Poitiers, qu'il occupe à la Noël 839, dépose Émenon et nomme à sa place un comte du nom de Renaud, qui pourrait être Renaud d'Herbauges. Ébroïn devient alors à la fois évêque et abbé de Saint-Hilaire de Poitiers. 
En 840, c'est Bernard le Poitevin qui est nommé à la tête du comté, mais il ne semble pas contrôler la ville. Louis le Pieux meurt et ses fils se déchirent. En octobre 840, Hilduin de Saint-Denis passe dans le camp de Lothaire Ier et est destitué de ses titres en Francie occidentale ; Ébroïn lui succède comme abbé de Saint-Germain-des-Prés. Il est aussi archichapelain du palais de Charles le Chauve. 
La bataille de Fontenoy-en-Puisaye, entre Lothaire Ier et Pépin II d'une part et Louis II le Germanique et Charles le Chauve d'autre part, conduit au traité de Verdun qui entérine le partage de l'Empire. L'Aquitaine est attribuée à Charles le Chauve, mais Pépin II continue à la contrôler et à résister à Charles. 
Au printemps 844, Charles le Chauve assiège Toulouse, défendue par Bernard de Septimanie, partisan de Pépin II ; Ébroïn, que ses titres ecclésiastiques n'empêchent de participer aux guerres, selon les mœurs de l'époque, fait partie d'une armée qui est défaite par les troupes de Pépin II dans l'Angoumois ; prisonnier, il est libéré quelque temps après, assez tôt pour présider en décembre le concile de Verneuil-en-Halatte, convoqué par Charles le Chauve (à titre d'archichapelain, bien que Wenilon, archevêque de Sens, fût présent).
Le 28 mars 845, veille de Pâques, des Normands commandés par le chef Ragnar, après avoir remonté la Seine en ravageant tout sur leur passage, entrent dans Paris abandonné de ses habitants ; les moines de Saint-Germain-des-Prés se sont enfuis avec les reliques de leur saint patron dans leur domaine de Combs-la-Ville ; Charles le Chauve est retranché dans l'abbaye de Saint-Denis qu'il a juré de défendre. Mais il y eut seulement négociation à Saint-Denis entre le roi et le chef Ragnar, qui accepta de se retirer contre sept mille livres d'argent. Lorsque les Normands furent partis, Ébroïn alla en procession jusqu'à la Bièvre pour recevoir ses moines porteurs des reliques de saint Germain, qui furent replacés solennellement dans le tombeau le 25 juillet. L'abbé fit faire deux récits des miracles qui s'étaient produits pendant ces événements, lesquels se trouvent dans les Miracula sancti Germani d'Aimoin de Saint-Germain-des-Prés, lui-même témoin oculaire. 
Ce n'est qu'en 848 que Pépin, après avoir abandonné Bordeaux aux Vikings, est déposé par les Aquitains qui se rallient à Charles le Chauve. Bernard le Poitevin est mort depuis 844, lors de combats contre Lambert II de Nantes,. Poitiers est administrée civilement et religieusement par l'évêque Ébroïn, homme de Charles le Chauve.
En 853, Charles le Chauve accuse Gauzbert, comte du Maine, de collusion avec les Bretons, alors en révolte, et le fait exécuter. C'est un noble important, apparenté à de nombreux seigneurs locaux, dont Ramnulf, Bernard de Gothie, fils de Bernard le Poitevin, et même à Ébroïn lui-même. Les nobles aquitains en profitent pour se révolter contre Charles le Chauve et offrent la couronne d'Aquitaine à Louis le Germanique, lequel envoie son fils Louis III le Jeune à la tête d'une armée. Mais celle-ci s'occupe plus de pillage que de prendre en main le pays, et une émeute éclate à Poitiers entre partisans et adversaires du roi, au cours de laquelle Ébroïn est tué.
Il fut inhumé dans la nef de l'église Saint-Cyprien de la ville (démolie en 1559). Voici son épitaphe : 
« Triste vix unquam poterit deponere crimen
Pictavis magni præsulis interitu.
Maii septennis Ebroinus bisque calendis
Pontificalis apex astra superna petit.
Hilarius, sanctus Germanus, quem habuere
Abbatem, angusto hic jacet in tumulo ».

## Famille
Tout ce que l'on sait de la famille est qu'il est cousin du comte Rorgon Ier du Maine, fils de Gauzlin et d'Adaltrude. Le prénom d'Ébroïn est également porté une génération plus tôt par un évêque de Bourges. D'autres considérations ont conduit à Christian Settipani de faire d'Ébroin de Poitiers le neveu d'Ébroïn de Bourges et d'Adaltrude, femme de Gauzlin du Maine et des descendants du prince pépinide Godefried, fils de Drogon de Champagne et d'une autre Adaltrude.